# 马克·曼吉尼
馬克·曼吉尼（英語：Mark Mangini，1956年8月31日—）是一位美國音效編輯師，參與過超過125部電影的製作。他曾兩次獲得奧斯卡金像獎，分別是2021年憑藉《沙丘》獲得最佳音效獎，以及2015年與大衛·懷特（英語：David White）共同憑藉《瘋狂麥斯：憤怒道》獲得最佳音效剪輯獎。
曼吉尼因錄製並編輯了米高梅獅子吉祥物「里歐獅子」的新吼叫聲而聞名（具有諷刺意味的是，該音效實際上使用了老虎的聲音）。
2017年4月，曼吉尼與Pro Sound Effects公司合作，推出了《奧德賽音效收藏》（英語：The Odyssey Collection），該系列來自他與搭檔理查德·L·安德森在職業生涯中積累的個人音效資料庫。
曼吉尼具有義大利血統。他於1984年與女演員安奈特·麥卡錫結婚，並育有兩個兒子，後來兩人離婚。他與安·瓦圖（英語：Ann Whatu）的婚姻中另育有一子，名為瑞歐·曼基尼。

## 奧斯卡金像獎榮譽
曼吉尼曾獲得以下最佳音效剪輯和最佳音效獎（僅《沙丘》）提名：
| 年分 | 屆次               | 結果 | 作品                     | 得獎作品             | 來源   |
| ---- | ------------------ | ---- | ------------------------ | -------------------- | ------ |
| 1986 | 第59屆奧斯卡金像獎 | 提名 | 《星际旅行IV：抢救未来》 | 《異形》             | [ 10 ] |
| 1992 | 第65屆奧斯卡金像獎 | 提名 | 《阿拉丁》               | 《吸血鬼：真愛不死》 | [ 11 ] |
| 1997 | 第70屆奧斯卡金像獎 | 提名 | 《第五元素》             | 《鐵達尼號》         | [ 12 ] |
| 2015 | 第88屆奧斯卡金像獎 | 獲獎 | 《瘋狂麥斯：憤怒道》     | 《瘋狂麥斯：憤怒道》 | [ 2 ]  |
| 2017 | 第90屆奧斯卡金像獎 | 提名 | 《銀翼殺手2049》         | 《鄧寇克大行動》     | [ 13 ] |
| 2021 | 第94屆奧斯卡金像獎 | 獲獎 | 《沙丘》                 | 《沙丘》             | [ 1 ]  |

## 外部連結
- 個人官網 （页面存档备份，存于）
- 馬克·曼吉尼在互联网电影资料库（IMDb）上的資料（英文）
- 馬克·曼吉尼在豆瓣上的资料（简体中文）